# Jessica Ohlson
Jessica Marie Susanne Ohlson, född 12 juni 1990 i Stigtomta församling i Södermanlands län, är en svensk jurist och före detta politiker. Hon var från 2015 förbundsordförande för Sverigedemokratisk ungdom och mellan 2018 och 2020 partisekreterare i Alternativ för Sverige. Ohlson var också biträdande jurist vid faderns advokatfirma Lars Ohlson AB i Nyköping.
Ohlson driver dels en enskild firma, dels aktiebolaget Min Galopphäst Sverige AB, med verksamhet inom hästsport.

## Biografi
Ohlson läste naturvetenskapligt program på gymnasiet i Nyköping och därefter juristprogrammet vid Uppsala universitet. Ohlson engagerade sig i Sverigedemokraterna 2008 och innehade poster som förbundssekreterare och ledamot inom Sverigedemokratisk ungdom. I och med valet 2014 valdes Ohlson in som ledamot av kommun- och landstingsfullmäktige i Uppsala.
Ohlson ansågs företräda en mer nationalistisk gren inom SDU, och inför förbundets kongress i september 2015 lyftes hon fram som kandidat till ordförandeposten av bland annat den avgående Gustav Kasselstrand. På kongressen valdes Ohlson till ordförande för SDU, vilket ledde till att Sverigedemokraterna bara några timmar senare valde att bryta banden med ungdomsförbundet och i stället starta ett nytt förbund under namnet Ungsvenskarna SDU. I samband med att Sverigedemokraterna bröt med ungdomsförbundet uteslöts Ohlson tillsammans med fem andra SDU-medlemmar officiellt ur partiet. I och med detta valde Ohlson också att avsäga sig sina politiska uppdrag i Uppsala kommun och landsting. 
Mellan 2018 och 2020 var Jessica Ohlson partisekreterare i Alternativ för Sverige. Hon kritiserades för att kombinationen att vara både flyktingjurist och partisekreterare i AfS var oacceptabel.